# Wikipédia en ligure
Wikipédia en ligure (en ligure : Wikipedia in lìgure) est l’édition de Wikipédia en ligure, langue italo-romane parlée en Ligurie en Italie. L'édition est lancée en avril 2006,. Son code est : lij.
Au 21 mars 2025, l'édition en ligure contient 11 379 articles et compte 17 824 contributeurs, dont 33 contributeurs actifs et 7 administrateurs.

## Présentation

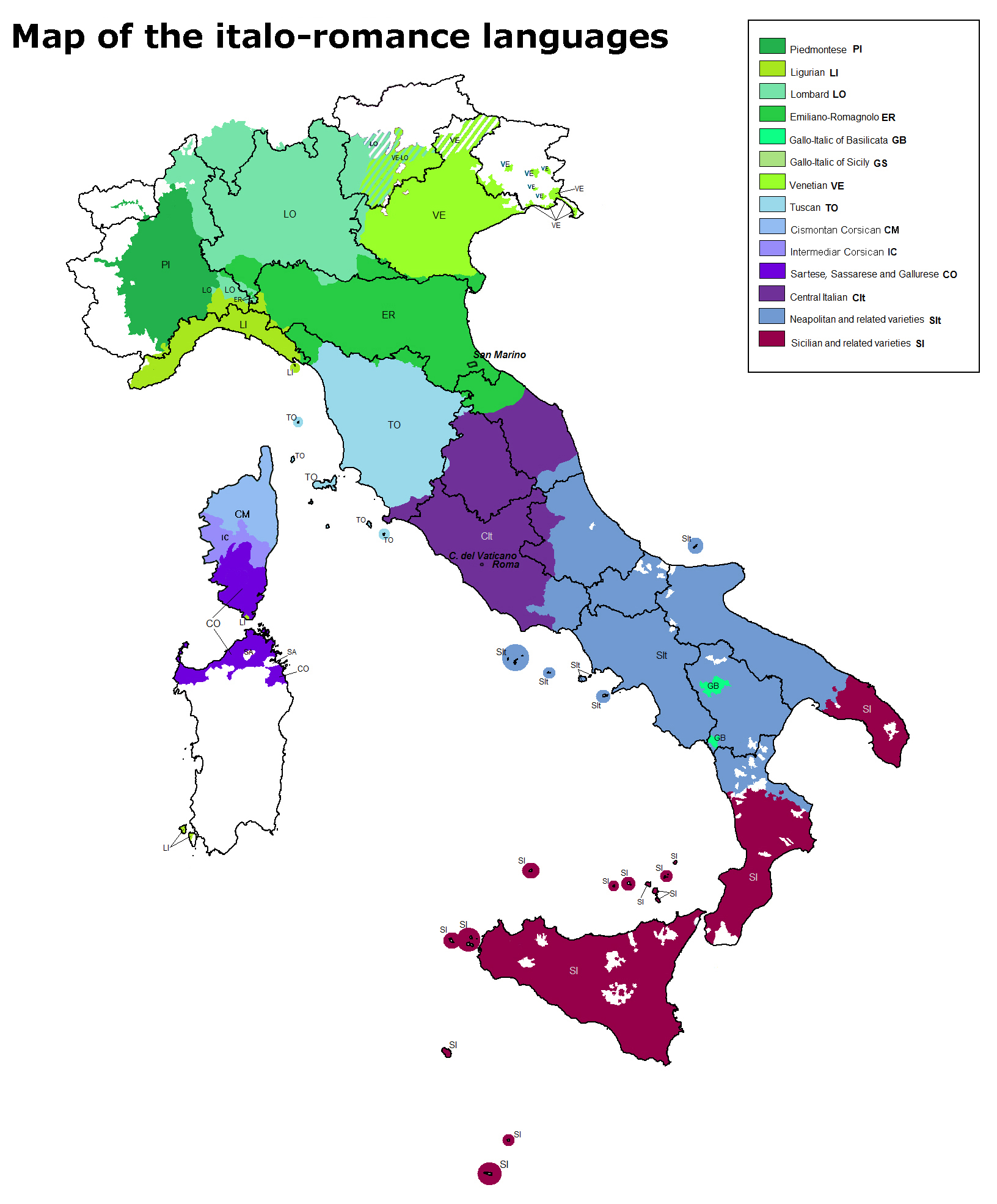
Le ligure au sein des langues italo-romanes.
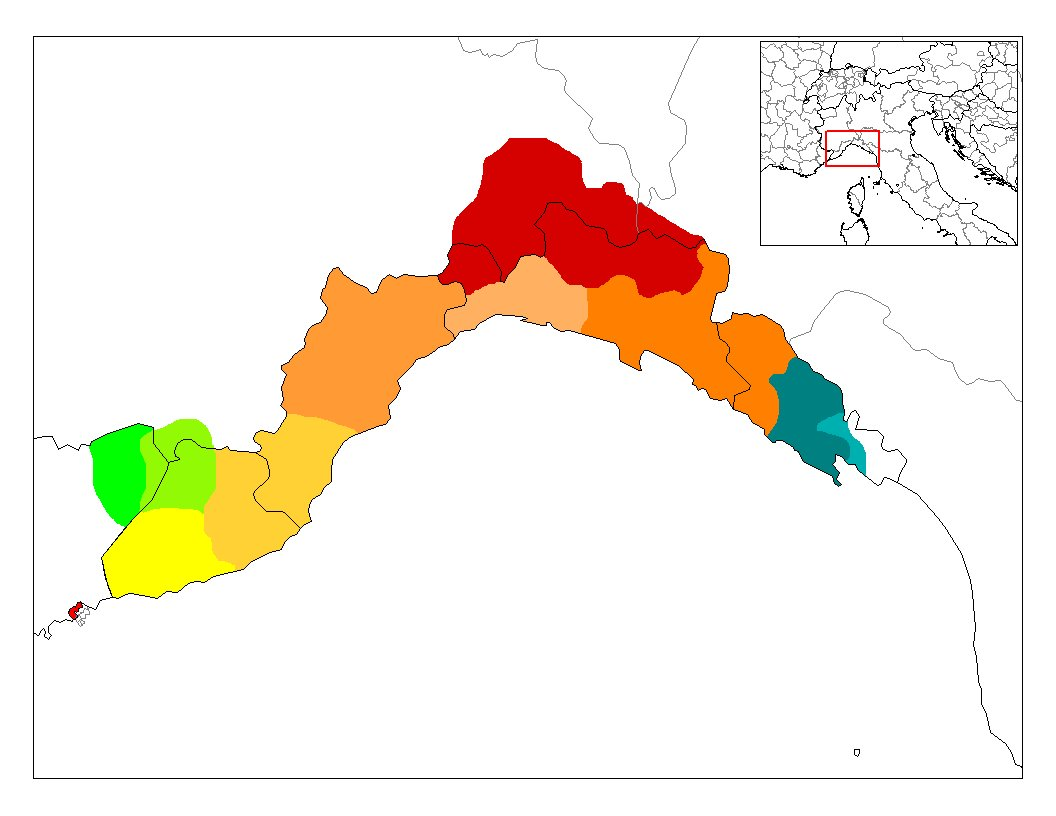
Les différents dialectes du ligure.

## Statistiques
- En mars 2017, l'édition en ligure compte quelque 3 520 articles et 1 000 utilisateurs enregistrés.
- Le 12 octobre 2022, elle contient 11 047 articles et compte 14 676 contributeurs, dont 32 contributeurs actifs et 8 administrateurs.
- Le 3 septembre 2024, elle contient 11 276 articles et compte 17 160 contributeurs, dont 38 contributeurs actifs et 7 administrateurs.